# Franc Congo
Franc Congo mã ISO 3166 CDF, là tiền tệ của Cộng hòa Dân chủ Congo. Đơn vị tiền tệ được chia thành 1, francs = 100 điểm. Đồng franc Congo được ban hành trong thời kỳ Congo thuộc Bỉ và Congo độc lập cho đến năm 1967, nó được thay thế bằng Zaire vào năm 1967, nó trở thành tiền tệ của Cộng hòa Dân chủ Congo một lần nữa sau năm 1997.

## Đồng franc đầu tiên 1887–1967
Tiền tệ có mệnh giá bằng centimes và franc (tiếng Hà Lan: Congolese fran) được giới thiệu lần đầu tiên vào năm 1887 để sử dụng tại Nhà nước Tự do Congo (1885-1908). Sau khi Bỉ sáp nhập Nhà nước Tự do, tiền tệ tiếp tục ở Congo thuộc Bỉ. Đồng franc có giá trị tương đương với đồng franc Bỉ. Từ năm 1916, đồng franc Congo cũng lưu hành ở Ruanda-Urundi (ngày nay là Rwanda và Burundi) và từ năm 1952, tiền tệ được phát hành chung dưới tên của Congo và Ruanda-Urundi. Sau khi giành được độc lập cho Cộng hòa Dân chủ Congo vào năm 1960, Ruanda-Urundi đã tiếp nhận đồng franc, trong khi, giữa năm 1960 và 1963, Katanga cũng đã phát hành một đồng franc của riêng mình.
Đồng franc vẫn là tiền tệ của Congo sau khi độc lập cho đến năm 1967, khi đồng tiền được giới thiệu, với tỷ lệ 1 zaïre = 1.000 franc.

## Đồng franc lần thứ hai 1997–nay
Đồng franc được thành lập lại vào năm 1997, thay thế zaïre mới với tỷ lệ 1 franc = 100.000 zaïres mới. Điều này tương đương với 300.000.000.000.000 franc cũ.